# Trichosalpinx ciliaris
Trichosalpinx ciliaris là một loài lan được tìm thấy ở México to Brasil (Roraima).

## Hình ảnh

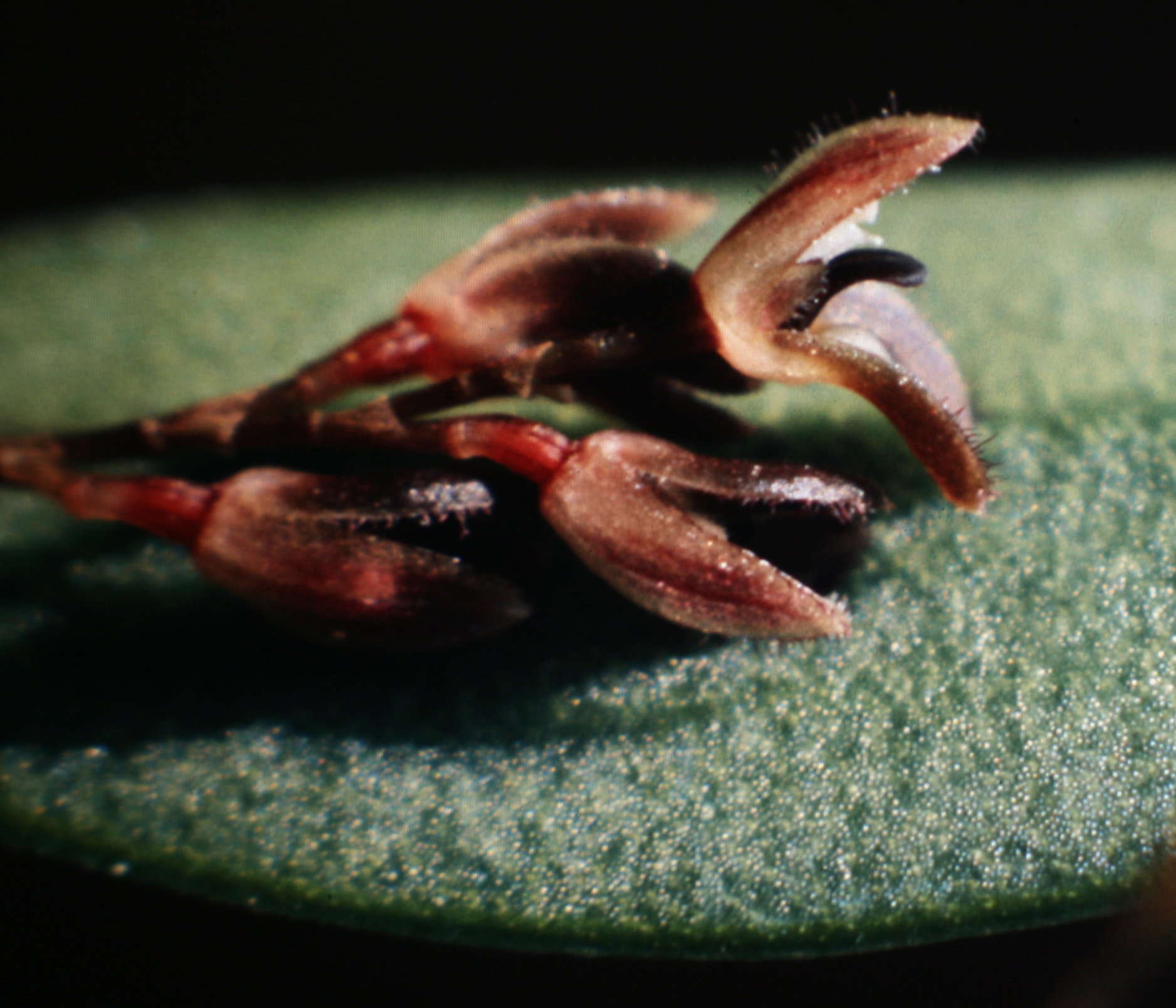
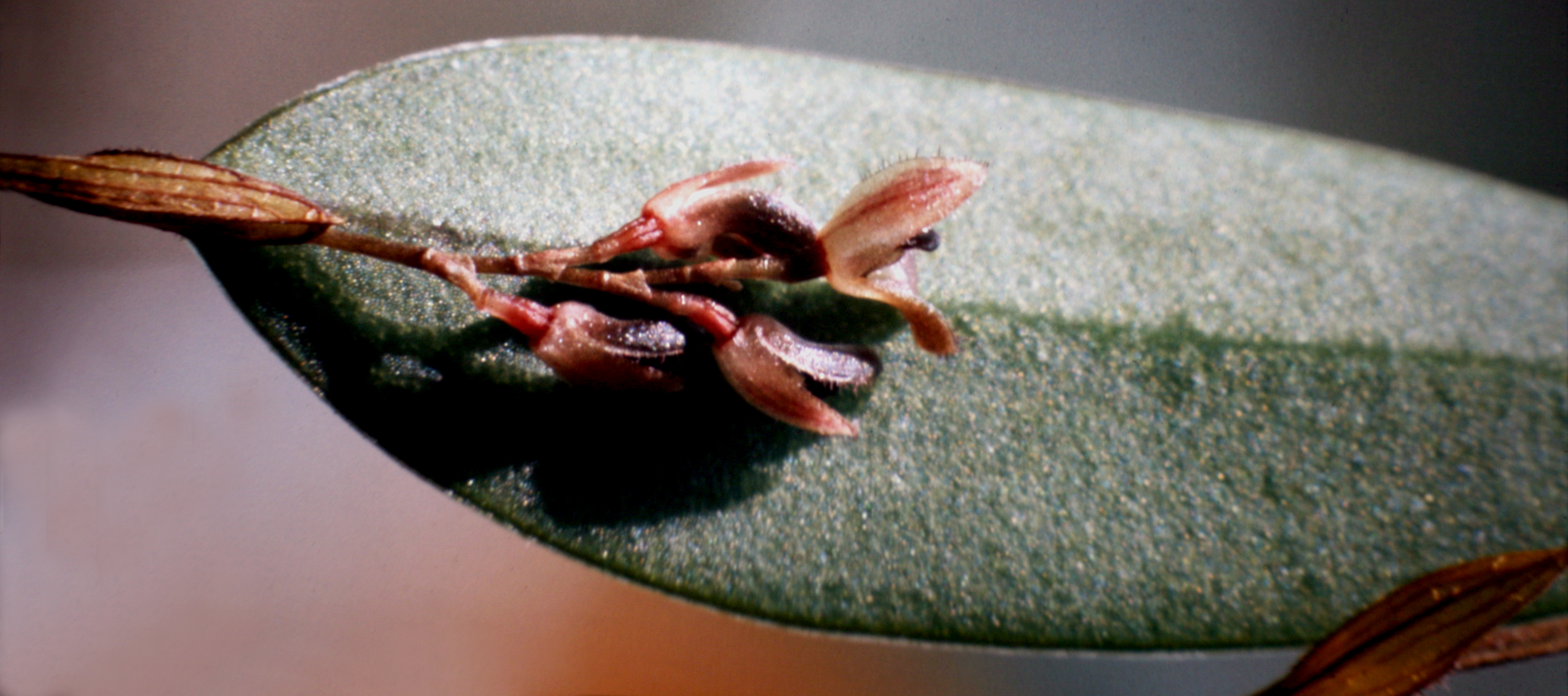